# Matthias Ssekamaanya
Matthias Ssekamaanya (ur. 15 października 1936 w Kasolo) – ugandyjski duchowny rzymskokatolicki, w latach 1996-2014 biskup Lugazi.

## Życiorys
Święcenia kapłańskie przyjął 19 grudnia 1965. 9 marca 1985 został prekonizowany biskupem pomocniczym Kampali ze stolicą tytularną Iziriana. Sakrę biskupią otrzymał 2 czerwca 1985. 30 listopada 1996 został mianowany biskupem Lugazi. 4 listopada 2014 przeszedł na emeryturę.